# Agente diplomatico

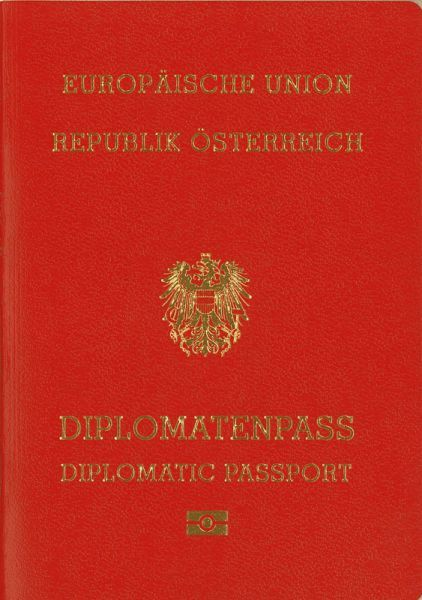
Passaporto diplomatico dell'Austria

Passaporto diplomatico della Spagna

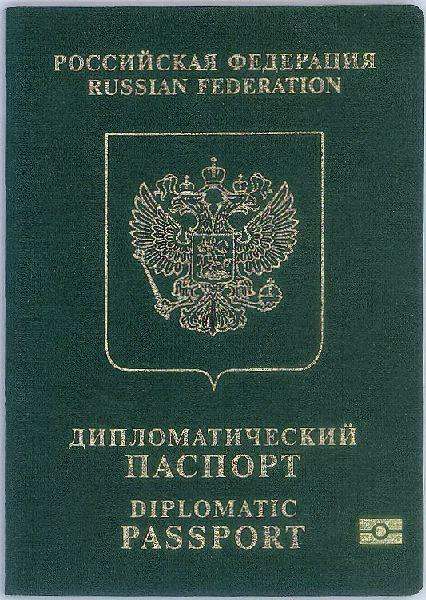
Passaporto diplomatico della Federazione Russa

Un agente diplomatico (chiamato anche semplicemente diplomatico) è un funzionario di uno Stato o di un'organizzazione intergovernativa o non governativa ONG che intrattiene relazioni con un altro Stato o un'organizzazione internazionale come le Nazioni Unite. 
Le ONG accreditate con status consultivo hanno diritto al visto diplomatico C2 o G4.

## Storia
La prassi di distinguere i diplomatici in due classi si diffuse gradualmente a partire dal XVI secolo. Attorno alla metà del XVII secolo, quando si era ormai generalizzata l'istituzione di missioni diplomatiche permanenti fra gli stati, fu generalmente riconosciuta la distinzione tra ambasciatori e residenti.
Durante il XVIII secolo fu introdotta la terza classe, intermedia, dei ministri plenipotenziari. Nel 1815 il Congresso di Vienna, per porre fine alle frequenti dispute di rango e precedenza, stabilì le tre classi degli ambasciatori, ministri plenipotenziari e incaricati d'affari; la quarta classe, dei ministri residenti, fu introdotta dal Congresso di Aquisgrana nel 1818. Attualmente le classi sono definite dall'art. 14 della Convenzione di Vienna sulle relazioni diplomatiche, il quale, peraltro, non distingue più fra ministri plenipotenziari e residenti.
Per il diritto interno degli stati gli agenti diplomatici sono di solito funzionari burocratici, appartenenti alla carriera diplomatica e dipendenti dal Ministero degli Affari Esteri o dal dicastero corrispondente (che nel gergo diplomatico viene spesso detto "cancelleria"). Tuttavia, in certi stati gli agenti diplomatici possono essere nominati anche al di fuori di tale carriera, come avviene negli Stati Uniti d'America dove le sedi diplomatiche più importanti sono conferite secondo logiche di spoil system. Il personale della carriera diplomatica, oltre che come agente diplomatico, può prestare servizio anche all'interno dello Stato, negli uffici del dicastero di appartenenza.

## I soggetti
Secondo il diritto internazionale i diplomatici si distinguono nelle seguenti classi in ordine gerarchico ascendente:
- incaricato d'affari; in Italia si accede per anzianità, suddivisi in ordine ascendente: segretario di legazione, consigliere di legazione, consigliere d'ambasciata.
- ministro residente (rango caduto in disuso ormai da tempo);
- ministro plenipotenziario o, per la Santa Sede, internunzio;
- Ambasciatore o, per la Santa Sede, Nunzio apostolico; o per un paese del Commonwealth in altro, Alto commissario.

Sono inoltre considerati diplomatici:
- il personale della missione diplomatica di uno Stato presso un altro Stato o un'organizzazione internazionale comprese le ONG;
- gli addetti d'ambasciata (militare, culturale, commerciale)
- i delegati di uno Stato o Organizzazioni non governative che partecipano a conferenze internazionali, redazione di trattati internazionali o alla riunione dell'organo assembleare di un'organizzazione internazionale;
- i funzionari internazionali (a volte con immunità diplomatiche limitate) se rappresentanti degli interessi di un'organizzazione composta da diversi governi (come gli ufficiali delle Nazioni Unite,come i Funzionari delegati dalle ONG in Status Consultivo, dell'Unione europea o della NATO).

Le ONG o Organizationi non Governative hanno diritto al VISTO DIPLOMATICO C2 o G4

## Caratteristiche

### Accreditamento
I capi missione possono iniziare ad esercitare le loro funzioni solo a seguito dell'accreditamento. Questo comporta una complessa procedura che si può così riassumere:
- il ministero degli esteri (o l'organo corrispondente) dello Stato accreditante chiede il gradimento dello Stato accreditatario sull'agente diplomatico designato come capo missione;
- il ministero degli esteri dello Stato accreditatario comunica a quello dell'accreditante il gradimento; il gradimento è negato quando il diplomatico è ritenuto persona non grata;
- l'organo competente dello Stato accreditante, di solito il capo dello stato, munisce l'agente diplomatico della lettera credenziale, nella quale attesta che è abilitato dal suo governo ad esercitare le funzioni di capo missione;
- l'agente accreditato presenta solennemente la lettera credenziale all'organo competente dello Stato accreditatario, di solito il capo dello Stato.

Per gli agenti diplomatici che non sono capi missione la procedura è molto più semplice: il ministero degli esteri dello Stato accreditante comunica l'avvenuta nomina (e nella comunicazione è implicita la richiesta di gradimento); il ministero degli esteri dello Stato accreditatario risponde comunicando la presa d'atto (nella quale è implicito il gradimento).

### Funzioni
Secondo l'art. 3 della Convenzione di Vienna sulle relazioni diplomatiche del 18 aprile 1961, le funzioni di una missione diplomatica consistono segnatamente nel:
- rappresentare lo Stato accreditante presso lo Stato accreditatario;
- proteggere nello Stato accreditatario gli interessi dello Stato accreditante e dei cittadini di questo, nei limiti ammessi dal diritto internazionale;
- negoziare con il governo dello Stato accreditatario;
- informarsi, con ogni mezzo lecito, delle condizioni e dell'evoluzione degli avvenimenti nello Stato accreditatario e fare rapporto a tale riguardo allo Stato accreditante;
- promuovere le relazioni amichevoli e sviluppare le relazioni economiche, culturali e scientifiche tra lo Stato accreditante e lo Stato accreditatario.

Alle missioni diplomatiche possono inoltre essere attribuite funzioni consolari laddove non opera un posto consolare; tali funzioni sono esercitate da un'articolazione organizzativa dell'ambasciata o legazione detta cancelleria consolare.
Dove invece i posti consolari ci sono, questi dipendono dalla missione diplomatica.

### Immunità diplomatiche
Secondo il diritto internazionale, e in particolare secondo la Convenzione di Vienna del 1961, agli agenti diplomatici sono accordate le cosiddette immunità diplomatiche, che si traducono in una serie di restrizioni all'esercizio delle prerogative statali, sancite dal diritto internazionale nei confronti dello Stato che li ospita, per consentirgli di esercitare liberamente le loro funzioni. Oltre che nei confronti dello Stato accreditatario, le immunità proteggono l'agente diplomatico anche nei confronti degli stati in cui transita per raggiungere la sede diplomatica o farvi ritorno.
Va rilevato che le immunità non sono stabilite nell'interesse dell'agente diplomatico ma in quello dello Stato accreditante, quindi è questo il titolare del corrispondente diritto soggettivo nei confronti dello Stato accreditatario e degli Stati di transito, secondo il diritto internazionale.
Le immunità diplomatiche, attualmente sancite dalla Convenzione di Vienna sulle relazioni diplomatiche del 1961, comprendono:
- la libertà di comunicazione e l'inviolabilità della corrispondenza tra la missione diplomatica e le autorità dello Stato accreditante; la persona che porta i documenti e la corrispondenza (corriere diplomatico) gode dell'immunità diplomatica, mentre i documenti e la corrispondenza che reca con sé (la cosiddetta valigia diplomatica) non possono essere oggetto di verifiche doganali o d'altro genere;
- l'inviolabilità personale, per cui l'agente diplomatico non può essere né arrestato né detenuto dalle autorità locali;
- l'inviolabilità domiciliare, per cui le autorità locali non possono accedere né nella sede della missione diplomatica né nell'abitazione privata dell'agente diplomatico senza l'autorizzazione del capo missione;
- l'immunità dalla giurisdizione, per cui l'agente diplomatico non può essere giudicato dai giudici locali, né per cause penali (con la sola eccezione dei crimini internazionali) né per cause civili (con alcune eccezioni); l'agente diplomatico gode dell'immunità dalla giurisdizione non solo per gli atti che attengono all'esercizio delle sue funzioni ma anche per fatti ad esse estranei, riguardanti comunque la sua persona (cosiddetta immunità personale);
- l'esenzione fiscale dalle imposte dirette personali e dai dazi doganali.

Oltre che ai capi missione e al personale diplomatico delle missioni, le immunità diplomatiche si applicano alle loro famiglie, al personale non diplomatico della missione e al personale di servizio degli agenti diplomatici.

## Attività

### Corpo diplomatico
È detto corpo diplomatico l'insieme degli agenti diplomatici accreditati presso uno Stato, presso una organizzazione internazionale o la Santa Sede.

### Missione diplomatica

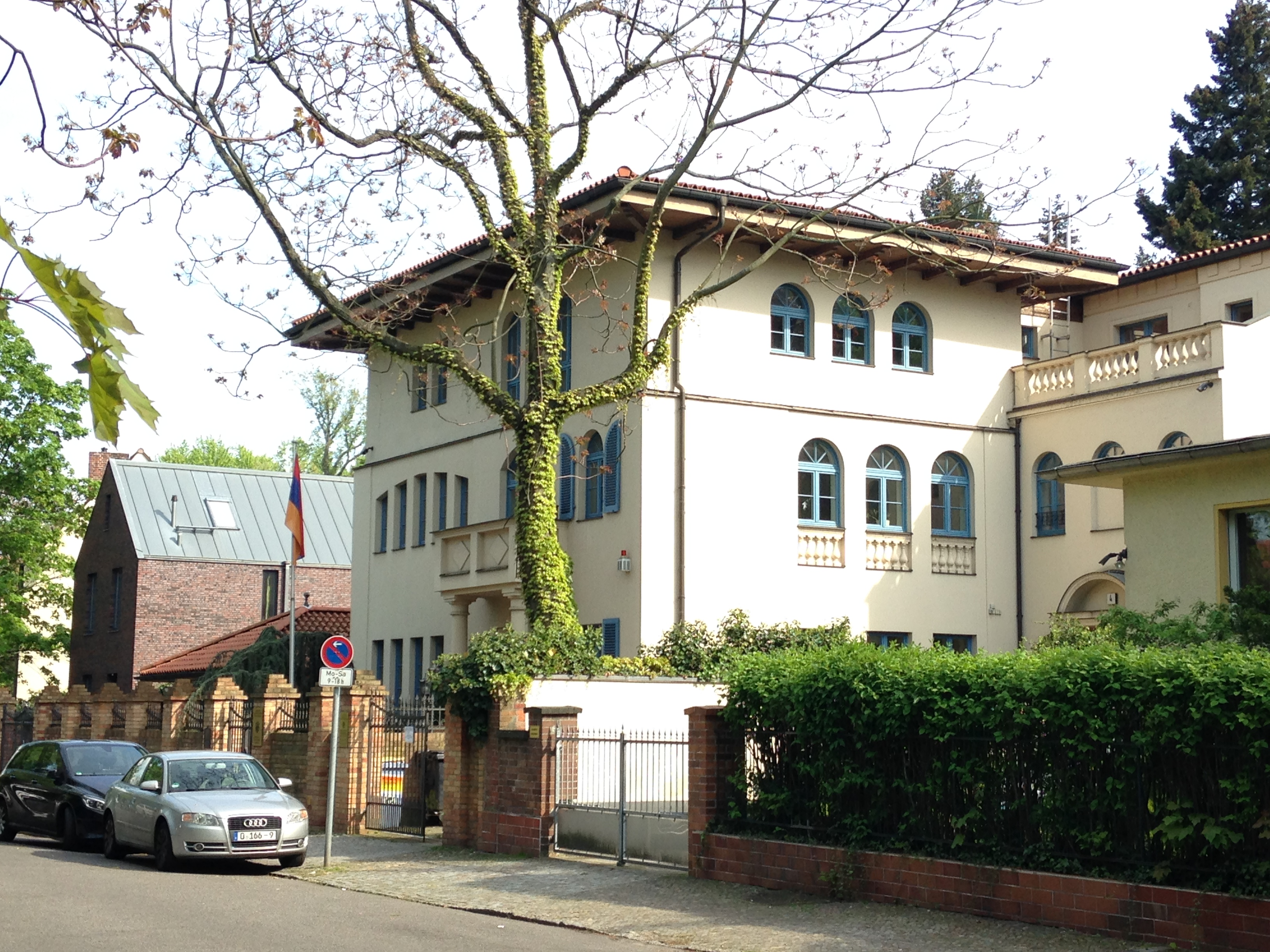
La sede dell'Ambasciata d'Armenia a Berlino

La missione diplomatica è l'organo che uno Stato o la Santa Sede invia nel territorio di un altro Stato o presso la Santa Sede o un'organizzazione internazionale per intrattenere con essi relazioni. È detto missione anche il rapporto giuridico di diritto internazionale che in tal modo s'instaura tra lo Stato o il diverso soggetto internazionale che invia l'organo (detto accreditante) e quello che lo riceve (detto accreditatario). Oltre alle missioni diplomatiche permanenti vi possono essere missioni speciali, inviate per la trattazione di affari particolari.
La missione diplomatica è un organo complesso, istituito con un trattato tra accreditante e accreditatario. Ad esso è preposto un capo missione; se il capo missione ha il rango di ambasciatore o nunzio apostolico, la missione prende il nome di ambasciata o, rispettivamente, nunziatura apostolica; altrimenti prende il nome di legazione. Va rilevato che, mentre in passato venivano istituite ambasciate solo presso gli stati più importanti e legazioni negli altri, oggi (la prassi si è affermata dopo la Seconda guerra mondiale) gli stati tendono ad istituire ovunque missioni con il rango di ambasciata. Le missioni diplomatiche presso organizzazioni internazionali sono solitamente denominate missioni permanenti, a prescindere dal grado del capo missione, detto rappresentante permanente.
Oltre al capo missione operano nella missione diplomatica altri agenti diplomatici suoi collaboratori (possono essere, anche in funzione dell'importanza della sede, ministri-consiglieri, se hanno il rango di ministro plenipotenziario, consiglieri o segretari di legazione, ambasciata o nunziatura), nonché esperti in determinate materie (gli addetti militari, commerciali, culturali, scientifici ecc. detti anche attaché), personale esecutivo ed ausiliario. Il ministro plenipotenziario o, in mancanza, il funzionario diplomatico più alto in grado presente, sostituisce il capo missione in caso di assenza o impedimento oppure quando non è stato nominato o è stato richiamato dallo Stato accreditante per difficoltà nelle relazioni con l'accreditatario (si suol dire, allora, che è preposto alla missione in qualità di incaricato d'affari - anche se ha un diverso rango - ad interim nel primo caso, ad hoc o en titre nel secondo).

## Funzionari internazionali e casi particolari

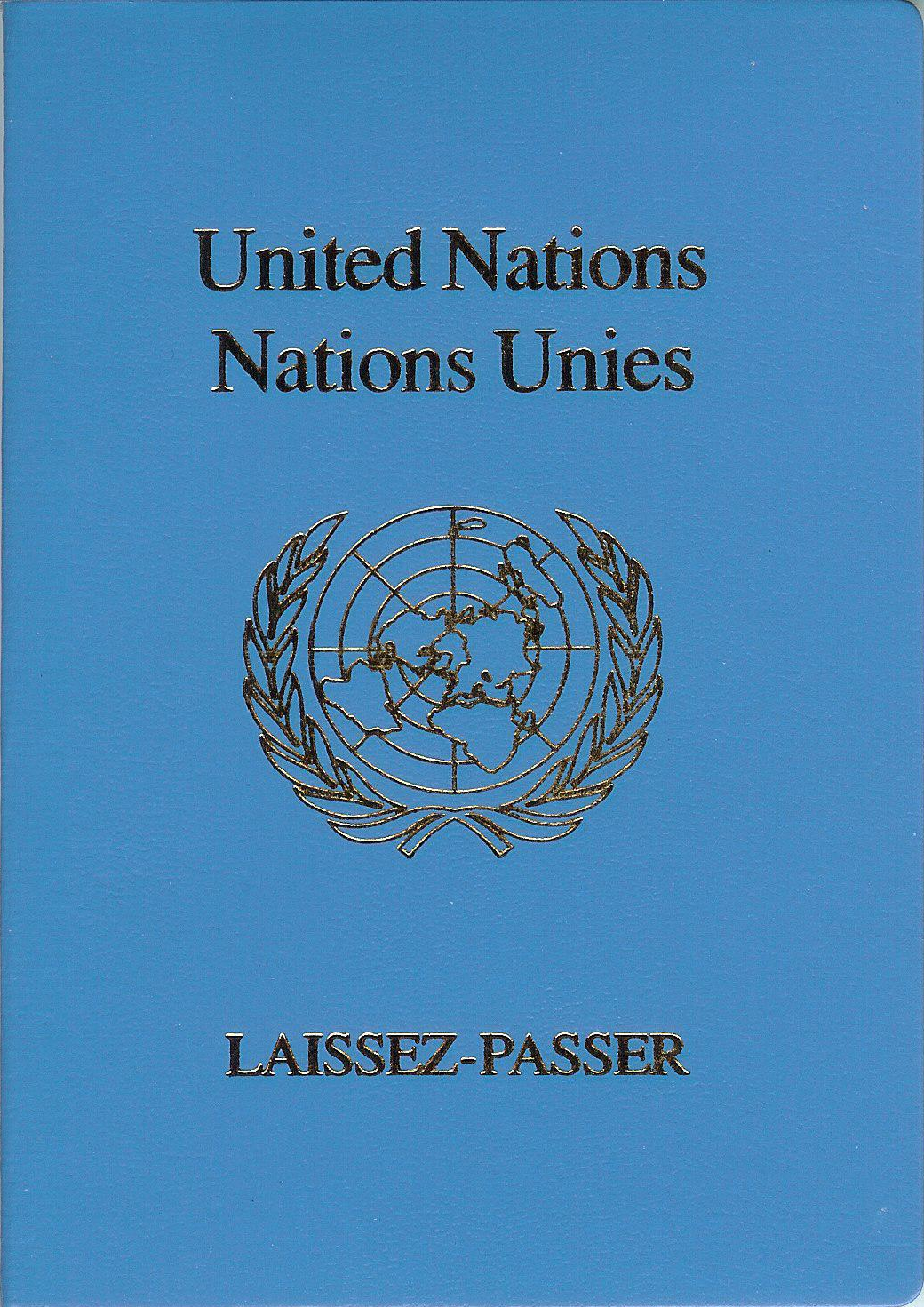
Lasciapassare delle Nazioni Unite

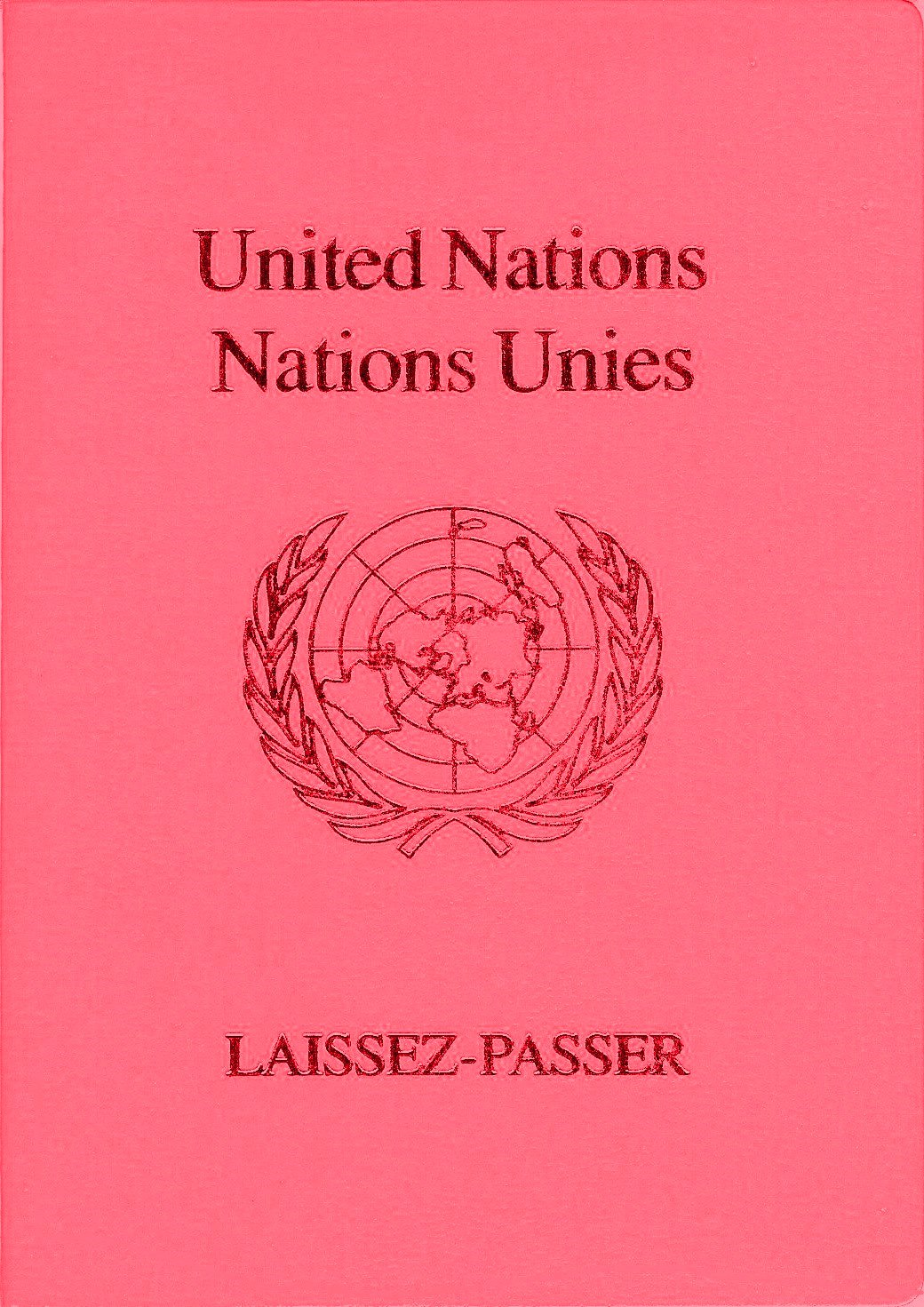
passaporto diplomatico delle Nazioni Unite

In alcuni casi la figura del funzionario internazionale è equiparata a quella del diplomatico, se dipendente di un'organizzazione intergovernativa come le Nazioni Unite, l'Unione europea o la NATO. A questi sono infatti concesse alcune immunità diplomatiche come l'inviolabilità personale e l'immunità fiscale. A questo proposito, i funzionari dell'ONU e della UE vengono provvisti di speciali lasciapassare che hanno funzioni simili a quelle di un passaporto diplomatico.
I Paesi membri del Commonwealth che riconoscono il sovrano britannico quale loro capo dello Stato non si scambiano ambasciatori, per evitare che il capo dello Stato debba accreditarli a sé stesso. In luogo dell'ambasciatore si scambiano un high commissioner (Alto commissario), di solito con rango di ambasciatore, che formalmente è considerato rappresentante del governo e non del capo dello Stato anche se, di fatto, le sue funzioni non sono diverse da quelle di un ambasciatore. In questo caso l'accreditamento è sostituito da una semplice lettera del capo del governo che invia l'alto commissario rivolta al capo del governo che lo riceve. Per ragioni essenzialmente storiche vengono scambiati alti commissari e non ambasciatori anche con i Paesi del Commonwealth che non riconoscono il monarca britannico come capo dello Stato.
Fino ad un recente passato anche gli stati federati dell'Australia e le province del Canada avevano un loro rappresentante presso il governo di Londra, con il titolo di agent general (agente generale); in precedenza questo titolo era utilizzato per designare i rappresentanti delle colonie britanniche presso il governo metropolitano.
La Libia ha denominato per un certo tempo, dal 1971, uffici del popolo le proprie missioni diplomatiche e segretario il loro capo. Attualmente ha adottato nuovamente le denominazioni tradizionali.